# Chaperininae
Chaperininae vormen een onderfamilie van kikkers uit de familie smalbekkikkers (Microhylidae). De groep werd voor het eerst wetenschappelijk beschreven door Pedro Luiz Vieira Peloso, Darrel Richmond Frost, Stephen J. Richards, Miguel Trefaut Rodrigues, Stephen Charles Donnellan, Masafumi Matsui, Christopher John Raxworthy, Sathyabhama Das Biju, Emily Moriarty Lemmon, Alan R. Lemmon en Ward C. Wheeler in 2015. De monotypische onderfamilie wordt vertegenwoordigd door slechts een enkele soort; Chaperina fusca.
De soort komt voor in Azië en leeft in de landen Filipijnen en Maleisië.

## Taxonomie
Onderfamilie Chaperininae
- Geslacht Chaperina
- Soort Chaperina fusca

Adelastinae · 
Asterophryinae · 
Chaperininae · 
Cophylinae · 
Dyscophinae · 
Gastrophryninae · 
Hoplophryninae · 
Kalophryninae · 
Melanobatrachinae · 
Microhylinae · 
Otophryninae · 
Phrynomerinae · 
Scaphiophryninae